# Prodiamin
Prodiamin ist eine chemische Verbindung aus der Gruppe der Dinitroaniline. Es ist ein von US Borax und der Velsicol Chemical Corporation gefundenes und von Sandoz (jetzt Syngenta) 1987 in den Markt eingeführtes Herbizid.

## Gewinnung und Darstellung
Prodiamin kann ausgehend von 2,4-Dichlorbenzotrifluorid durch Reaktion mit Salpetersäure unter Anwesenheit von Schwefelsäure sowie mit Dipropylamin und Ammoniak gewonnen werden.

## Verwendung
Prodiamin wird als selektives Vorauflauf-Herbizid im Soja-, Wein-, Luzerne-, Baumwolle- und Zierpflanzenanbau verwendet. Prodiamin hemmt die Ausbildung der Mikrotubuli.

## Zulassung
Pflanzenschutzmittel mit diesem Wirkstoff sind weder in einem EU-Staat noch in der Schweiz zugelassen.